# Вільчна (Мазовецьке воєводство)
Вільчна (пол. Wilczna) — село в Польщі, у гміні Скаришев Радомського повіту Мазовецького воєводства.
Населення — 123 особи (2011).
У 1975-1998 роках село належало до Радомського воєводства.

## Демографія
Демографічна структура станом на 31 березня 2011 року:
|          | Загалом | Допрацездатний вік | Працездатний вік | Постпрацездатний вік |
| -------- | ------- | ------------------ | ---------------- | -------------------- |
| Чоловіки | 55      | 13                 | 37               | 5                    |
| Жінки    | 68      | 18                 | 35               | 15                   |
| Разом    | 123     | 31                 | 72               | 20                   |